# イエローヘッド湖
イエローヘッド湖（英語、Yellowhead Lake）は、カナダ・ブリティッシュコロンビア州の湖。北アメリカ大陸北西部のカナディアンロッキーに存在する。

## 地理

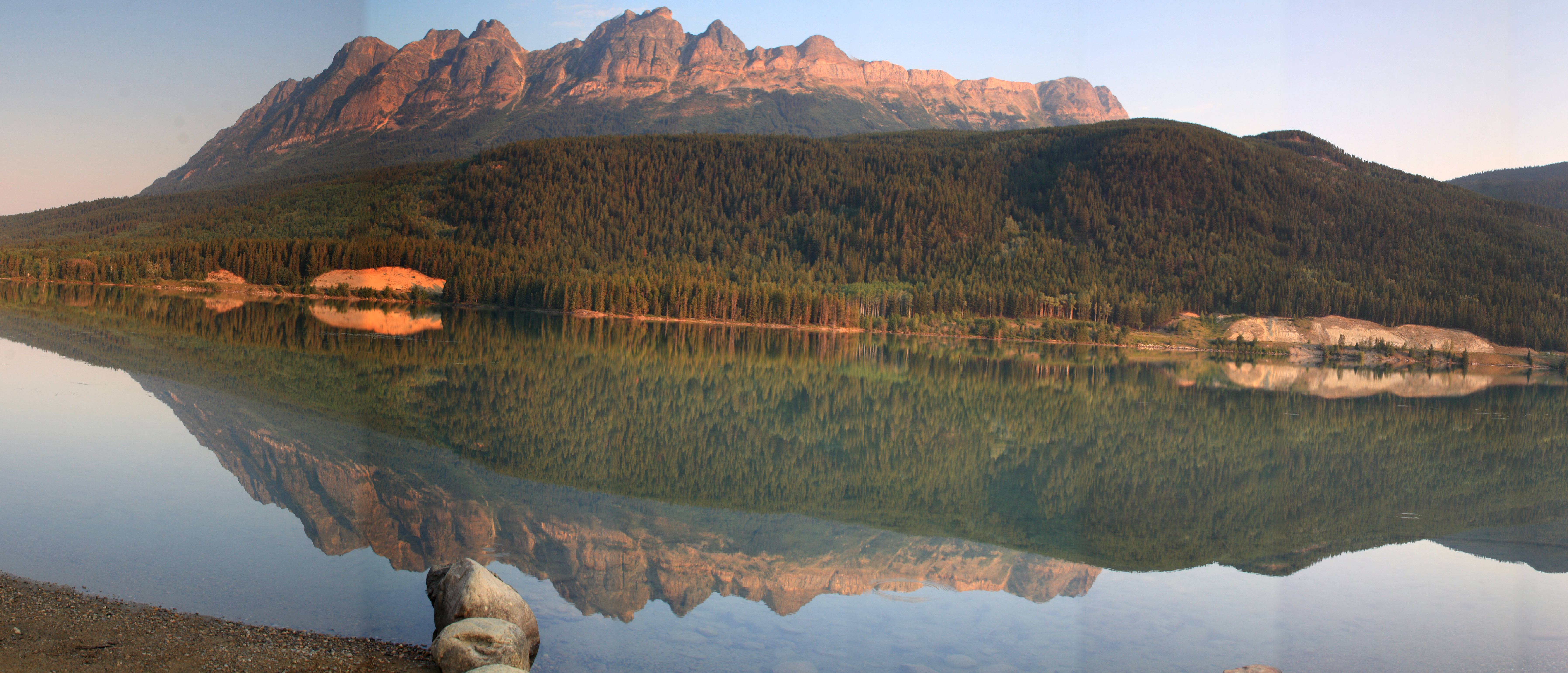
イエローヘッド湖南岸より北西方向を撮影した写真。

イエローヘッド湖はブリティッシュコロンビア州の北緯52度51分59秒、西経118度31分53秒地点に位置している。ブリティッシュコロンビア州とアルバータ州との州境がすぐ近くに存在している。この湖も含めて周辺地域はブリティッシュコロンビア州によってロブソン山州立公園に指定されている。この湖のある場所は、同公園において東端部に当たる。湖の形状は東西方向に細長く、その長さは約5.6 kmほどで、湖面標高は1108 mである。イエローヘッド湖のすぐ南にはイエローヘッド湖よりも小規模なウィトゥニー湖（湖面標高1111 m）があり、これらの湖の南岸に沿うようにイエローヘッド高速道路が通っている。この湖のすぐ近くにはルサーンキャンプ場（英語、Lucerne Campground）が整備されている。

## 湖水について
イエローヘッド湖は、フレーザー川の最上流部の支流であるイエローヘッド川（英語、Yellowhead Creek）の流路の途中に存在する。イエローヘッド川はこの湖から流出した後、間もなくフレーザー川に合流し、最終的にフレーザー川の河口から太平洋へと流れ込む。